# Francesc Homs i Molist
Francesc Homs Molist (Vic, Barcelona, 5 de septiembre de 1969) es un abogado  y político español que desempeñó el cargo de consejero de la Presidencia del Gobierno de Cataluña entre 2012 y 2016. Fue diputado del Parlamento de Cataluña y diputado en la xi y xii legislaturas de las Cortes Generales.

## Biografía
Nacido el 5 de septiembre de 1969 en Vic (provincia de Barcelona), siempre guardó no obstante relación con la localidad de Taradell (también en la comarca de Osona), donde ha estado empadronado.
Se licenció en Derecho por la Universidad Autónoma de Barcelona (UAB). Católico confeso, fue militante de la Federació Nacional d'Estudiants de Catalunya (FNEC). Homs, que no llegó a militar en las juventudes de Convergència Democràtica de Catalunya (CDC), se afilió a dicho partido en 1993. Desempeñó el cargo de director general de Asuntos Interdepartamentales de la Generalidad de Cataluña entre 2001 y 2003. Ese año fue elegido para el cargo de diputado en el Parlamento de Cataluña, cargo que mantendría hasta 2010. Redactor de Convergència i Unió (CiU) de la propuesta del nuevo Estatuto de Autonomía de Cataluña. Posteriormente fue ponente del nuevo Estatuto de 2006.
También ha trabajado en el sector privado en varias empresas (servicios y banca). Autor de los libros: Catalunya a Judici, Editorial Ara llibres, mayo 2008; Dret a decidir, Estació concert, Editorial Base, octubre de 2010. Responsable del Proyecto de la Casa Gran del Catalanisme (Casa Grande del Catalanismo). Es Vicesecretario General de Estrategia, miembro de la Ejecutiva Nacional y de la Permanente de CDC, y miembro de la Ejecutiva Nacional de CiU. 
Tras la victoria de CiU en las elecciones autonómicas de 2010 fue nombrado secretario general de la presidencia de la Generalidad de Cataluña y Portavoz del Gobierno. En diciembre de 2012 fue nombrado consejero de la Presidencia y portavoz de la Generalidad de Cataluña.
Encabezó la lista por Barcelona de la candidatura de Democràcia i Llibertat en las elecciones generales de 2015, convirtiéndose en diputado en la cámara baja del parlamento español. En las elecciones de 2016 se presentó como cabeza de lista de CDC en Barcelona.

## Causa judicial
El 13 de marzo de 2017 el Tribunal Superior de Justicia de Cataluña (TSJC) le condenó, por unanimidad, a dos años de inhabilitación especial para empleo o cargo público y multa por importe de 36 500 euros como autor penalmente responsable de un delito de desobediencia cometido por  autoridad o funcionario público, recogido en el artículo 410 del Código Penal, en concreto, por la llamada Consulta del 9-N. La pena de inhabilitación conlleva la prohibición de ejercer como cargo público local, autonómico o estatal durante el período de condena impuesto. El Tribunal Supremo le absolvió de los cargos de prevaricación, pero mantuvo la condena por desobediencia, establecida en un año y un mes de inhabilitación a cargo público.
El 29 de marzo de 2017 la Presidenta del Congreso de los Diputados, Ana Pastor, recibió el auto del Supremo ejecutando la condena de inhabilitación de Homs,  de   la sentencia condenatoria por desobedecer al Tribunal Constitucional,   exigiendo que dejara el escaño inmediatamente,  recibida la notificación de manos de un ujier,  Homs abandonó el hemiciclo.

## Cargos desempeñados
- Director de Asuntos Interdepartamentales de Cataluña (2001-2003).
- Diputado por Barcelona en el Parlamento de Cataluña (2003-2010).
- Secretario general de la Presidencia de la Generalidad de Cataluña (2010-2012).
- Portavoz de la Generalidad de Cataluña (2010-2015).
- Vicesecretario general de Estrategia de CDC.
- Consejero de Presidencia de la Generalidad de Cataluña (2012-2015).
- Diputado en el Congreso de los Diputados (2016-2017).